# 佐々木喜善
佐々木 喜善（ささき きぜん、1886年10月5日 - 1933年9月29日）は、日本の民俗学者、作家、文学者、文学研究者、民話・伝説・習俗・口承文学の収集家、研究家。一般には学者として扱われるが、佐々木自身は資料収集者であり学者ではないと称している。

## 来歴・人物
オシラサマやザシキワラシなどの研究と、400編以上に上る昔話の収集は、日本の民俗学、口承文学研究の大きな功績で、「日本のグリム」と称される。
岩手県土淵村（現在の岩手県遠野市土淵）の裕福な農家に育つ。母方の祖父である万蔵は近所でも名うての語り部で、喜善はその祖父から様々な民話や妖怪譚を吸収して育つ。その後、祖父の医者になる期待を背負い、明治35年、岩手県医科学校（現在の岩手医科大学）に入学するも、医師としての将来を思い描くことができず、2年後に中退する。
その後、祖父の反対を押し切って上京、哲学館（現・東洋大学）に入学するが、文学を志し早稲田大学文学科に転じる。この間、佐々木は終生の友人となる水野葉舟と出会い、日に一度はお互いの下を訪ね合う程になる。1905年（明治38年）頃、親友の水野から勧められる形で筆を執り、佐々木鏡石（きょうせき）の筆名で小説を発表し始める。1907年（明治40年）、短編小説『長靴』が、憧れであった文芸雑誌『藝苑』に発表され好評を得る。喜善はその後も精力的に作家としての創作活動を続けることとなった。
1908年（明治41年）11月4日、佐々木は水野の紹介によって柳田國男に知己を得、牛込加賀町の官舎を訪ねる。このとき、喜善は学者とばかり思っていた柳田の役人然とした立ち振る舞いに大いに面食らったという。晩年の柳田も当時を振り返って「喜善の語りは訛りが強く、聞き取るのに苦労した」と語っている。その後、柳田は喜善の下宿を訪ねたり、また、喜善が求めに応じて柳田の下を訪ねるやりとりが始まり、この時、喜善の語った遠野郷の民話や伝説を基に、柳田が『遠野物語』を著す。
1910年（明治43年）に病気で大学を休学し、岩手病院へ入院後、郷里に帰る。その後も作家活動と民話の収集・研究を続けるものの、小説家としては以後会心の作に恵まれなかったことと、柳田の影響や要請もあり、次第に郷里である遠野の民話や伝説収集に文筆活動の主軸を移してゆく。この間に『遠野物語』にも登場する辷石たにえから聞いた昔話をまとめた『老媼夜譚』や『遠野雑記』『奥州のザシキワラシ』『江刺昔話』『東奥異聞』『聴耳草紙』などの民話集を発表した。
民話収集の傍ら、上閉伊郡土淵村の村会議員・村長（在任：1925年9月27日 - 1929年4月4日）を務めるが、村長職という慣れない重責に対しての心労が重なり職を辞す。同時に多額の負債を負った喜善は家財を整理し仙台に移住。以後生来の病弱に加え生活は困窮し、数え年48歳で病没。神棚の前で「ウッ」と一声唸っての大往生だったという。「日本のグリム」の名は、喜善病没の報を聞いた言語学者の金田一京助によるもの。
1919年（大正8年）、「ザシキワラシ」の調査のために照会状を出して以来、1921年（大正10年）まで『アイヌ物語』の著者である武隈徳三郎と文通がある。
詩人・童話作家の宮沢賢治とも交友があった。1928年（昭和3年）、賢治の童話『ざしき童子のはなし』の内容を自著に紹介するために手紙を送ったことがそのきっかけである。その後、1932年（昭和7年）になって喜善は賢治の実家を訪れて数回面談した。賢治は当時既に病床に伏していたが、賢治が居住していた稗貫郡花巻町（現在の花巻市の中心部）と遠野市の地理的な近さもあり、晩年の賢治は病を押して積極的に喜善と会っていたことが伺われる。
幼少期から怪奇譚への嗜好があり、哲学館へ入学したのは「井上円了の妖怪学の講義を聞くためだった」という。しかし、実際は臆病な性格だったらしく、幼少時、祖父から怪談話を聞いた夜は一人布団に包まってガタガタ震えていたこともあった。また、巫女や祈祷師にすがったり、村長をつとめていた際も自身の見た夢が悪かったため出勤しないなどの行動があった。1903年（明治36年）にはキリスト教徒となるが、のち1927年（昭和2年）には神主の資格を取得。1929年（昭和4年）には、京都府亀岡町（現・亀岡市）の出口王仁三郎を訪問し、地元に大本教の支部を作っている。また、佐々木は一般に流布しているイメージのような「素朴な田舎の語り部」ではなく、モダン好みの作家志望者であり、彼が昔話の蒐集を始めるようになったのは、作家として挫折したためである。
主な著作には、昔話集では『紫波郡昔話』、『江刺郡昔話』、『東奥異聞』、『農民俚譚』、『聴耳草紙』、『老媼夜譚』。研究・随筆では『奥州のザシキワラシの話』、『オシラ神に就いての小報告』、『遠野手帖』、『鳥虫木石伝』ほかがある。

## 顕彰施設など
- 佐々木喜善記念館（遠野伝承園内）

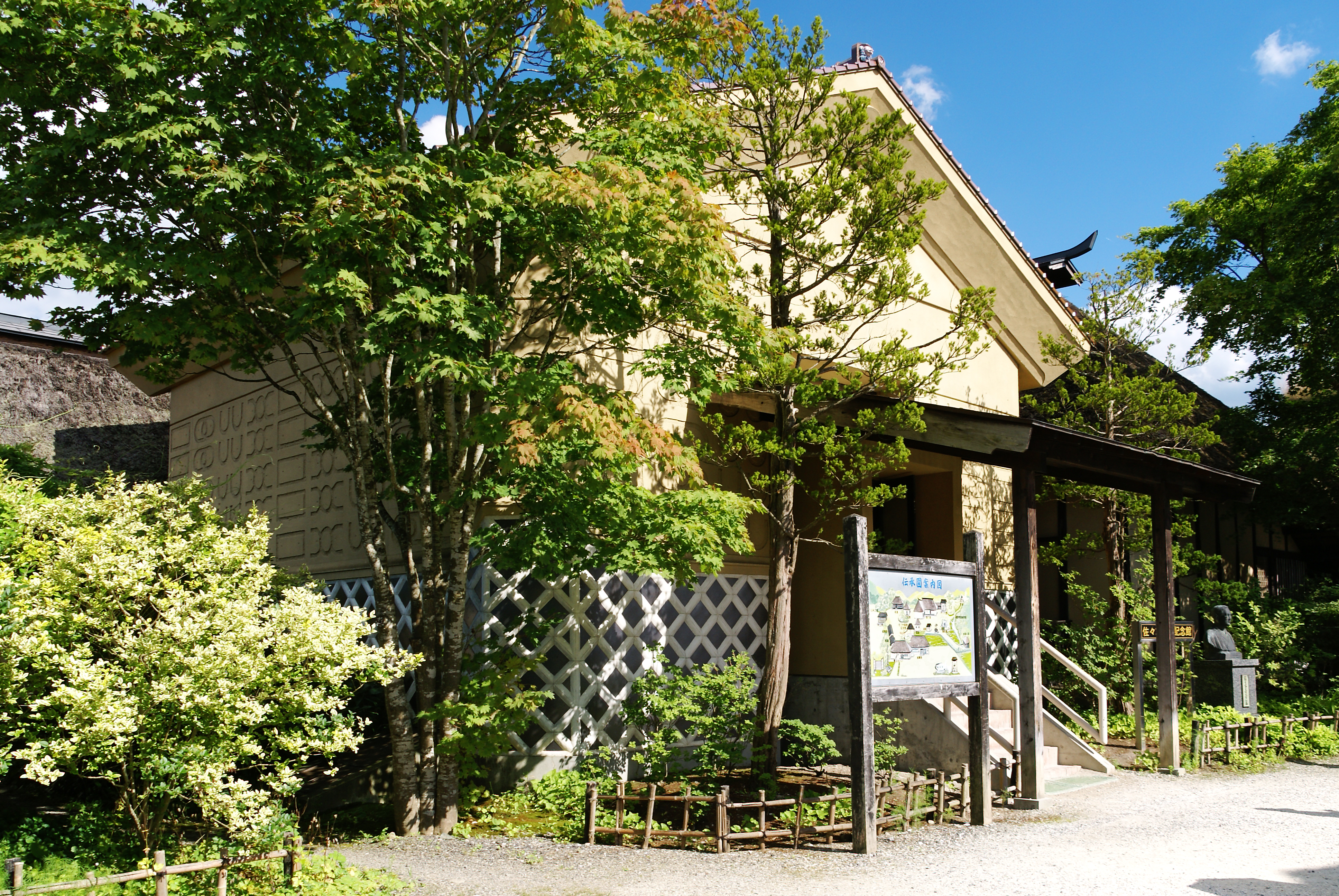
佐々木喜善記念館（伝承園内）

また、佐々木喜善の業績を記念して、遠野市（一般財団法人遠野市教育文化振興財団 遠野文化研究センター）では毎年「佐々木喜善賞」の公募および授賞式を実施している。前身は平成23年（2011年）創設の「遠野文化奨励賞」で、平成29年（2017年）に現名称に変更。遠野や『遠野物語』、佐々木喜善に関連したオリジナル作品を募り、受賞作品および受賞者を遠野市内で表彰している。公募作品は論文、文芸、アート（絵画・写真・映像・マンガなど）の3部門に分かれる。
佐々木喜善賞 受賞作・受賞者一覧（大賞のみ）
・第1回（2017年）
　都築隆広（山梨県）・十凪高志（長野県）　小説・イラスト「長者屋敷の寝られぬ座敷」
・第2回（2018年）
　沖義裕 （東京都）　論文「遠野における森林の変遷」
　多田欣也（千葉県）　少年少女向絵物語「石倉丁奇譚」
　菅野麻衣子（宮城県）　絵画「スターゲイザー」
・第3回（2019年）
　鈴木修（宮城県）　年譜「-佐々木喜善の世界を知る-「より詳しい年譜（第一次稿）」作成を通して」
　多田欣也（千葉県）　絵画「遠野の石碑」
　岩舘尚文（岩手県）　切り絵「昇天」
・第4回（2020年）
　桧山真一（大阪府）　論文「遠野郷の９日間－佐々木喜善、伊能嘉矩、そしてニコライ・ネフスキイ」
　北林佐和子（大阪府）　小説「老人性座敷わらし」
　山崎安奈（山形県）　漫画「山伏御大事・オシラサマ」
・第5回（2021年）
　三輪円香（千葉県）　小説「河童のめがね」
　野原（東京都）　絵本「かっぱとさくらのき」
・第6回（2022年）
　高橋好子（岩手県）　論文「綾織の民間信仰と地名・屋号調べ」
　浜矢スバル（岩手県）　小説「曲馬師の明治」
　田鎖洋子（岩手県）　紙芝居「白蛇伝説」
・第7回（2023年）
　樋口和憲（東京都）　論文「別次元の『遠野物語』から「遠野神話」の古層へ ―事実、昔話・伝説を超えて」
　高橋政彦（岩手県）　小説「せつなの瀧 ～佐々木喜善・伝承蒐集異聞～」
　長村智美（東京都）　小説「神楽蛹」
　佐々木基成（東京都）　漫画「六地蔵」
・第8回（2024年）
　近衛はな（東京都）　文芸「とおの絵本」
　荻野豊（埼玉県）　写真「TONO_MAXIMIZE」
　安井敏也（山形県）　絵画「古神祭の夜」

## 文献

### 著作
- 『佐々木喜善全集』（全4巻、遠野市立博物館刊）
- 『江刺郡昔話』（郷土研究社「炉辺叢書」1922年、名著出版 1976年）
- 『紫波郡昔話』（郷土研究社「炉辺叢書」1926年、名著出版 1976年）
- 『東奥異聞』（坂本書店「閑話叢書」1926年）
- 『聴耳草紙』（三元社 1931年、中外書房 1933年）
  - 『聴耳草紙』（益田勝実解説）、筑摩叢書 1964年、ちくま文庫 1993年、ちくま学芸文庫（石井正己 新版解説） 2010年
- 『農民俚譚』（一誠社、1934年）
- 『上閉伊郡昔話集』（三省堂、1943年）
- 『遠野のザシキワラシとオシラサマ』、山田野理夫編（宝文館、1974年、新装版1988年）、中公文庫BIBLIO（桜庭一樹解説）、2007年
- 『遠野奇談』、石井正己編（河出書房新社、2009年、新装版2020年）
- 『ザシキワラシと婆さま夜語り』（河出書房新社、2020年）

### 伝記・作品研究
- 山田野理夫 『柳田國男の光と影-佐々木喜善の生涯』農山漁村文化協会「人間選書」、1977年
- 岩本由輝『もう一つの遠野物語』刀水書房 1983年、増訂版1994年
- 松本三喜夫 『柳田「民俗学」への底流　柳田国男と「炉辺叢書」の人々』青弓社、1994年

第2章「『遠野物語』の夢──佐々木喜善と『江刺郡昔話』など」、のち電子書籍化
- 石井正己 『「遠野物語」を読み解く』 平凡社新書、2009年
- 石井正己 『遠野物語の誕生』 若草書房、2000年／ちくま学芸文庫、2005年
- 石井正己 『柳田国男と遠野物語』 三弥井書店、2003年
- 石井正己 『「遠野物語」へのご招待』 三弥井書店、2010年 - 佐々木喜善「聴耳草紙」の再発見 ほか
- 鈴木修『令和版　佐々木喜善年譜』ツーワンライフ出版、2023年（90頁を超える、現在のところ最も詳細な佐々木喜善の年譜。従来の参考書籍や諸資料の情報を整理し集約、日記や書簡の情報を精査し採用している。）

文芸作品
- 山田野理夫『遠野物語の人　わが佐々木喜善伝』椿書院、1974年
- 三好京三『遠野夢詩人　佐々木喜善と柳田国男』実業之日本社、1987年、のちPHP文庫（電子書籍で再刊）